# Haussy
Haussy és un municipi francès, situat a la regió dels Alts de França, al departament del Nord. L'any 2006 tenia 1.547 habitants. Limita al Nord amb Saulzoir i Verchain-Maugré, al nord-est amb Vendegies-sur-Écaillon i Saint-Martin-sur-Écaillon, a l'est amb Vertain, al sud-est amb Solesmes, al sud amb Saint-Python, al sud-oest amb Saint-Aubert i Saint-Vaast-en-Cambrésis i al nord-oest amb Montrécourt.

## Demografia
| 1962                                       | 1968  | 1975  | 1982  | 1990  | 1999  | 2006  |
| ------------------------------------------ | ----- | ----- | ----- | ----- | ----- | ----- |
| 1.827                                      | 1.919 | 1.785 | 1.746 | 1.623 | 1.559 | 1.547 |
| Des de 1962: població sense dobles comptes |       |       |       |       |       |       |

## Administració
| Període | Identitat     | Partit |
| ------- | ------------- | ------ |
| 2001-   | Annie Roselle | PCF    |